# Milt Buckner
Milt Brent Buckner (St. Louis (Missouri), 10 juli 1915 – Chicago (Illinois), 27 juli 1977) was een Amerikaanse jazz-pianist en -organist. Hij ontwikkelde de locked hands-stijl van pianospelen die onder meer George Shearing en Oscar Peterson beïnvloedde. Tevens was hij een pionier van het Hammond-orgel in de jazz, later populair geworden door Jimmy Smith.
Milt Buckner, broer van altsaxofonist Ted Buckner, groeide op in Detroit. Hij was op jonge leeftijd wees geworden en werd nu opgevoed door zijn oom, die hem piano leerde spelen. Hij werd beïnvloed door Earl Hines. Buckner speelde eind jaren '20 in Detroit in bands als the Harlem Aristocrats en the Dixie Whangdoodles. In 1932 sloot hij zich aan bij de band van Don Cox en begon hij te experimenteren met een stijl die later bekend werd als 'locked hands' of 'block chords' (met beide handen gelijke, parallelle akkoorden aanslaan). Dankzij zijn oudere broer Ted kwam hij in 1934 terecht in McKinney's Cotton Pickers, waarvoor hij ook arrangementen schreef. Hij bleef echter ook spelen in enkele bands in Detroit (Don Cox en Jimmy Raschel).
In 1941 werd hij pianist en arrangeur voor Lionel Hampton, wat hij tot 1948 zou blijven. De uitstraling van de band en de muziek (jump en swing) waren hem op het lijf geschreven. De niet zo grote Buckner draaide de pianokruk soms zo hoog, dat zijn voeten de grond niet raakten en speelde de piano wel met zijn dikke buik. Voor Hampton maakte hij arrangementen van bekende songs als 'Slide Hampton Slide', 'Rockin' in Rhythm' en 'Hey! Ba-Ba-Re-Bop'. Tijdens zijn tijd bij Lionel Hampton maakte hij af en toe opnamen met een eigen kwartet of kwintet en verliet Hampton in 1948 om een eigen orkest te beginnen. Hiermee maakte hij opnames voor MGM, maar het orkest had geen succes en hij keerde in 1950 terug naar Hampton, waar hij onder invloed van Wild Bill Davis overstapte op het orgel. Hij zou dit instrument daarna altijd blijven bespelen.
Na 1952 speelde hij voornamelijk orgel in trio's en kwartetten. In het midden van de jaren vijftig maakte hij verschillende platen voor Capitol (Records). In het begin van de jaren zestig toerde hij regelmatig in Europa. Begin jaren zeventig werkte hij af en toe samen met tenorsaxofonist Illinois Jacquet, met wie hij ook platen maakte. In de jaren zeventig nam hij veel platen op als leider.

## Discografie (selectie)
- Milt Buckner Piano, Savoy, 1946
- Rockin' With Milt, Capitol, 1955
- Rockin' Hammond, Capitol, 1956
- Milt Buckner, Capitol, 1956
- No Milt Buckner on Label, Atlantic, 1956
- Send Me Softly, Capitol, 1957
- Organ-Sweet n'Swinging-Capitol
- Mighty High, Argo, 1959
- Please, Mr. Organ Player, Argo, 1960
- Midnight Mood, Argo, 1961
- The New World of Milt Buckner, Bethlehem, 1962
- Milt Buckner in Europe (live), Prestige, 1966
- Play Milt Play, Esoldun, 1966
- Crazy Rhythm, Black & Blue, 1967
- Milt Buckner, Black & Blue, 1967
- Them There Eyes, Black & Blue, 1967
- Locked Hands, MPS, 1968
- More Chords, MPS, 1969
- Birthday Party for H.G.B.S., MPS, 1970
- Play Chords, MPS, 1973
- Midnight Slows vol. 2, Black & Blue, 1973
- Midnight Slows vol. 3, Black & Blue, 1973
- Black Chords Parade, Black & Blue, 1974
- Illinois Jacquet with Milt and Jo, 1974
- Green Onions, Inner City, 1975
- Pianistically Yours (opnames uit 1975 en 1976, met André Persiani), Black & Blue, 2002
- Milt Buckner at the Popcorn, Jazztone, 1977
- Boogie Woogie U.S.A., Black & Blue, 1977
- The Chronological Milt Buckner 1946-1951, Classics, 2002

## Trivia
- In 2001 werd zijn muziekstuk "The Beast" gebruikt in de motion picture "Mulholland Drive" van David Lynch.
- In 2008 werd het nummer "The Beast" gebruikt in het Electronic Arts-computerspel Battlefield: Bad Company als muziek in het startmenu.